# 西班牙皇家学院
西班牙皇家学院（西班牙語：Real Academia Española，简称RAE）是西班牙王室设立的一个机构，西班牙语的語言管理機構。总部设在马德里，座右铭是“清理、修复，并创造辉煌”（Limpia, fija y da esplendor）。它与其他23个西班牙语国家的语言学院组成西班牙语学院协会。皇家学院致力于语言规范化，并旨在西班牙语圈内组成一个共同规范。
该机构于1713年的启蒙时代，第八代维莱纳侯爵和第五代埃斯卡洛纳公爵，胡安·曼努埃尔·费尔南德斯·帕切科的提议模仿法兰西学术院而成立。次年，国王费利佩五世批准宪法并将其其置于他的保护之下。1715年，学院批准了它的第一部规章。
它提出的语言准则被收集在各种作品中，特别是西班牙皇家学院辞典，这本辞典从1780年至今，定期编辑了23次。

## 外部連結

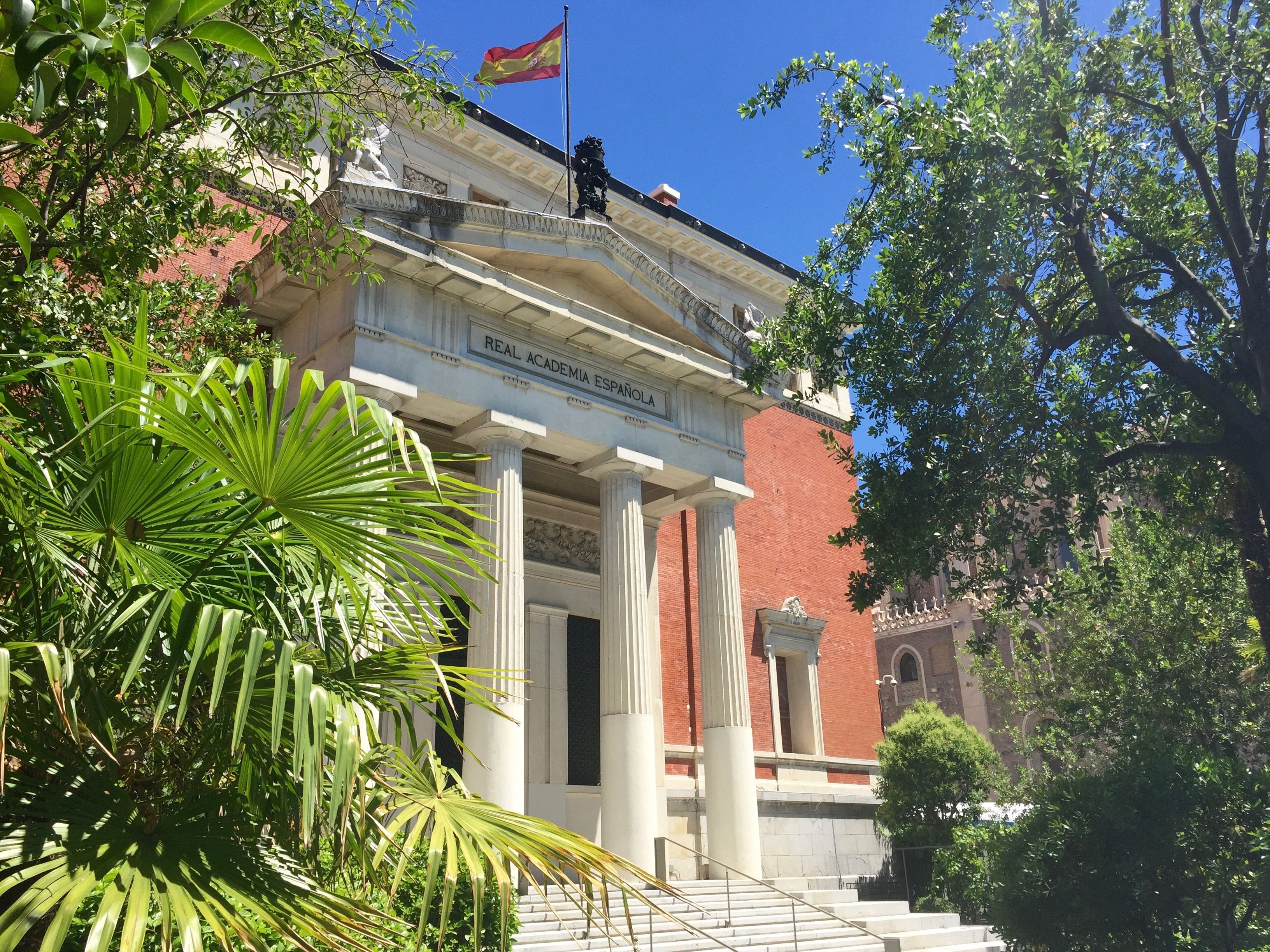
Fachada de su sede en Madrid

- Real Academia Española（页面存档备份，存于） （西班牙文）